# Заручевье (муниципальное образование «Копачёвское»)
Заручевье — опустевшая деревня в Холмогорском районе Архангельской области.

## География
Находится в центральной части Архангельской области на расстоянии приблизительно 29 км на юг-юго-восток по прямой от административного центра района села Холмогоры на правобережье реки Северная Двина.

## История
В 1859 году здесь (деревня Холмогорского уезда Архангельской губернии) было учтено 5 дворов. До 2015 года входила в Копачёвское сельское поселение, с 2015 по 2022 в Матигорское сельское поселение до его упразднения.

## Население
Численность населения: 40 человек (1859 год), 0 как в 2002 году, так и в 2010.